# Hohenbergia sandrae
Hohenbergia sandrae är en gräsväxtart som beskrevs av Elton Martinez Carvalho Leme. Hohenbergia sandrae ingår i släktet Hohenbergia och familjen Bromeliaceae. Inga underarter finns listade i Catalogue of Life.